# 右更二
右更二（η Psc / 双鱼座η）是双鱼座的最亮星。它距离地球约294光年，视星等为+3.62，光谱型为G7 III。该星的英文名有时候被称作Alpherg（可能是Alpherd的误认），还有一个难以理解的巴比伦名字Kullat Nunu。
右更二的總光度是太陽的316倍，表面溫度是4930 K；直徑是太陽的26倍，質量是太陽的3.5到4倍。 
右更二有一颗黯淡的伴星，在地球上觀測與主星相隔約1"。